# Perssons glattbagge
Perssons glattbagge (Nevraphes perssoni) är en skalbaggsart som beskrevs av Franz 1975. Perssons glattbagge ingår i släktet Nevraphes, och familjen glattbaggar. Enligt den finländska rödlistan är arten otillräckligt studerad i Finland. Enligt den svenska rödlistan är arten sårbar i Sverige. Arten förekommer i Övre Norrland. Artens livsmiljö är moskogar.